# Argyra biseta
Argyra biseta är en tvåvingeart som beskrevs av Octave Parent 1929. Argyra biseta ingår i släktet Argyra och familjen styltflugor. Inga underarter finns listade i Catalogue of Life.